# Großes Palfelhorn
Großes Palfenhorn är en bergstopp i Österrike, på gränsen till Tyskland.   Den ligger i förbundslandet Kärnten, i den centrala delen av landet, 270 km väster om huvudstaden Wien. Toppen på Großes Palfenhorn är 1 739 meter över havet.
Terrängen runt Großes Palfenhorn är huvudsakligen bergig, men åt sydost är den kuperad. Närmaste större samhälle är Saalfelden am Steinernen Meer, 11,9 km söder om Großes Palfenhorn. 
Trakten runt Großes Palfenhorn består i huvudsak av gräsmarker. Runt Großes Palfenhorn är det ganska glesbefolkat, med 34 invånare per kvadratkilometer.